# Frank Lentini
 (mai 2021).
Si vous disposez d'ouvrages ou d'articles de référence ou si vous connaissez des sites web de qualité traitant du thème abordé ici, merci de compléter l'article en donnant les références utiles à sa vérifiabilité et en les liant à la section « Notes et références ».
Francesco « Franck » Lentini (18 mai 1889 - 21 septembre 1966) était un homme siciliano-américain qui fut exhibé par de nombreux cirques. Né avec un jumeau parasite, Lentini avait trois jambes.

## Jeunesse
Lentini naît au 9 rue Gintoli, Rosolini, Sicile, le 18 mai 1889 de parents fermiers, Natale et Giovanna Falco. Mis au monde par une sage-femme du nom de Maria Alberino, il est le cinquième d’une fratrie de 12 enfants (il a sept sœurs et quatre frères). Initialement, ses parents n’en veulent pas et le remettent aux soins de la femme de son oncle Corrido Falco. A l’âge de quatre mois, il est envoyé à Naples pour être examiné par un spécialiste. À l’âge de cinq ans, il jouait avec les autres enfants et était capable de redresser sa troisième jambe, mais pas de marcher avec. Il devint rapidement connu pour avoir trois jambes, quatre pieds et deux appareils génitaux. 
Lentini est né avec un jumeau parasite.  Le jumeau était attaché à son corps à la base de sa colonne vertébrale et se composait d'un os pelvien, d'un ensemble rudimentaire d'organes génitaux masculins et d'une jambe de taille normale s'étendant du côté droit de sa hanche, avec un petit pied dépassant de son genou.

## Carrière
Il fut exhibé dans de nombreuses villes, dont Londres (à partir de 1897). Alors qu’il avait huit ans, Mantano, qui produisait un spectacle de marionnettes itinérant, l’emmena à Middleton et la famille Lentini déménagea aux États-Unis.
Lentini intégra ainsi le milieu du spectacle sous le nom de The Great Lentini, rejoignant le cirque Ringling Brothers. Il obtint la nationalité américaine à l’âge de trente ans. Sa carrière prit une plus grande envergure après quarante ans et il travailla avec certains des plus grands cirques, dont Barnum and Bailey et Buffalo Bill’s Wild West Show. Lentini devint tellement respecté par ses pairs qui le surnommèrent « The King » (le Roi).
Dans sa jeunesse, Lentini utilisait sa troisième jambe pour lancer un ballon de football à travers la scène - d'où son nom de spectacle de joueur de football à trois jambes. À l'âge de six ans, les jambes principales de Lentini étaient légèrement différentes en longueur: l'une mesurait 99 centimètres et l'autre 96 centimètres. Sa troisième jambe ne mesurait que 91 cm.
À l’âge adulte, sa troisième jambe s’était développée moins rapidement, creusant l’écart avec ses deux jambes principales. Il se maria en 1907 à Theresa Murray, de trois ans sa cadette, et ils eurent ensemble quatre enfants : Giuseppina, Natale, Francesco Junior, et Giacomo. Lorsque Franck et Theresa se séparèrent vers 1935, il débuta une nouvelle vie avec Helen Shupe, avec qui il vécut jusqu’à sa mort. 
Lentini meurt d’insuffisance pulmonaire à Jackson, Tennessee, le 21 septembre 1966 à l’âge de 77 ans.

## Héritage
Lentini est un parent du cinéaste Christopher Annino.
Jonathan Redavid l’a incarné en 2017 dans le film The Greatest Showman.
Franck Lentini est présent sur la face arrière de la jaquette de l’album éponyme de 1995 du groupe de rock américain Alice in Chains.